# Poppenricht
Poppenricht es un municipio situado en el distrito de Amberg-Sulzbach, en el estado federado de Baviera (Alemania), con una población a finales de 2016 de unos 3358 habitantes.
Se encuentra ubicado al este del estado, en la región de Alto Palatinado, cerca de la ciudad de Amberg y de frontera con República Checa. 